# Kaïkavien

Le kaïkavien (kajkavski en croate) est une variété du croate, parlée notamment en Croatie, dans la région de Zagreb et du Hrvatsko Zagorje. Des dialectes dérivés sont parlés près de la région frontalière avec l'Autriche et la Hongrie.

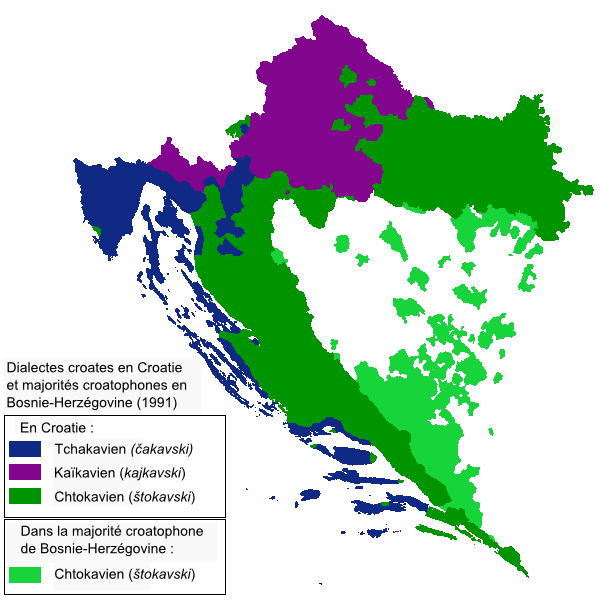
Carte des dialectes croates.

Le terme vient du mot kaj, signifiant « quoi » en croate. Ce mot est en effet différent dans les deux variétés dialectales du croate : što en croate chtokavien, ča en croate tchakavien. 